# Eliška Křenková
Eliška Křenková   (Praga, 31 de gener de 1990) és una actriu de cinema i televisió txeca.